# 校庭

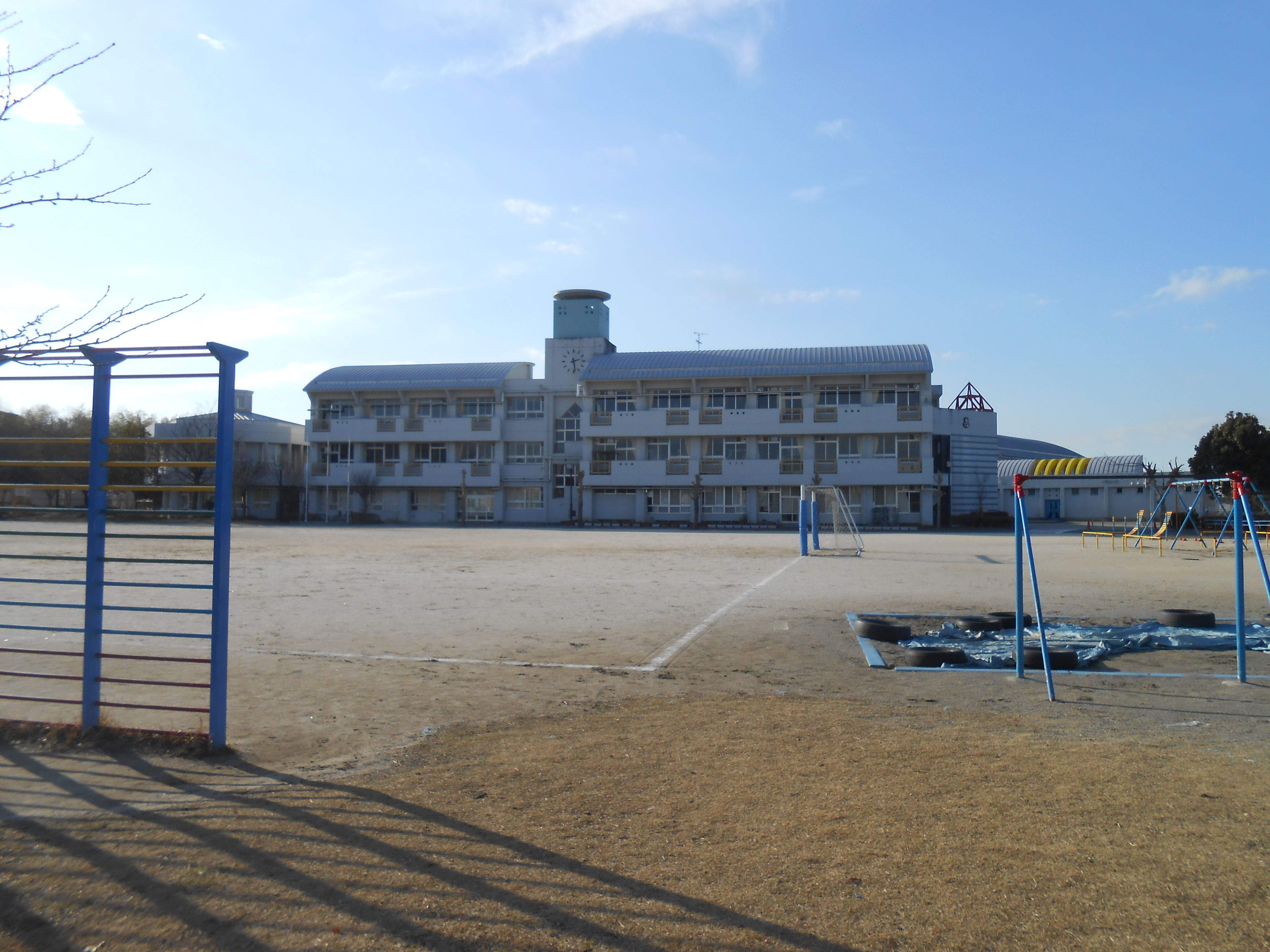
小学校の校庭（千葉県市原市牧園小学校）

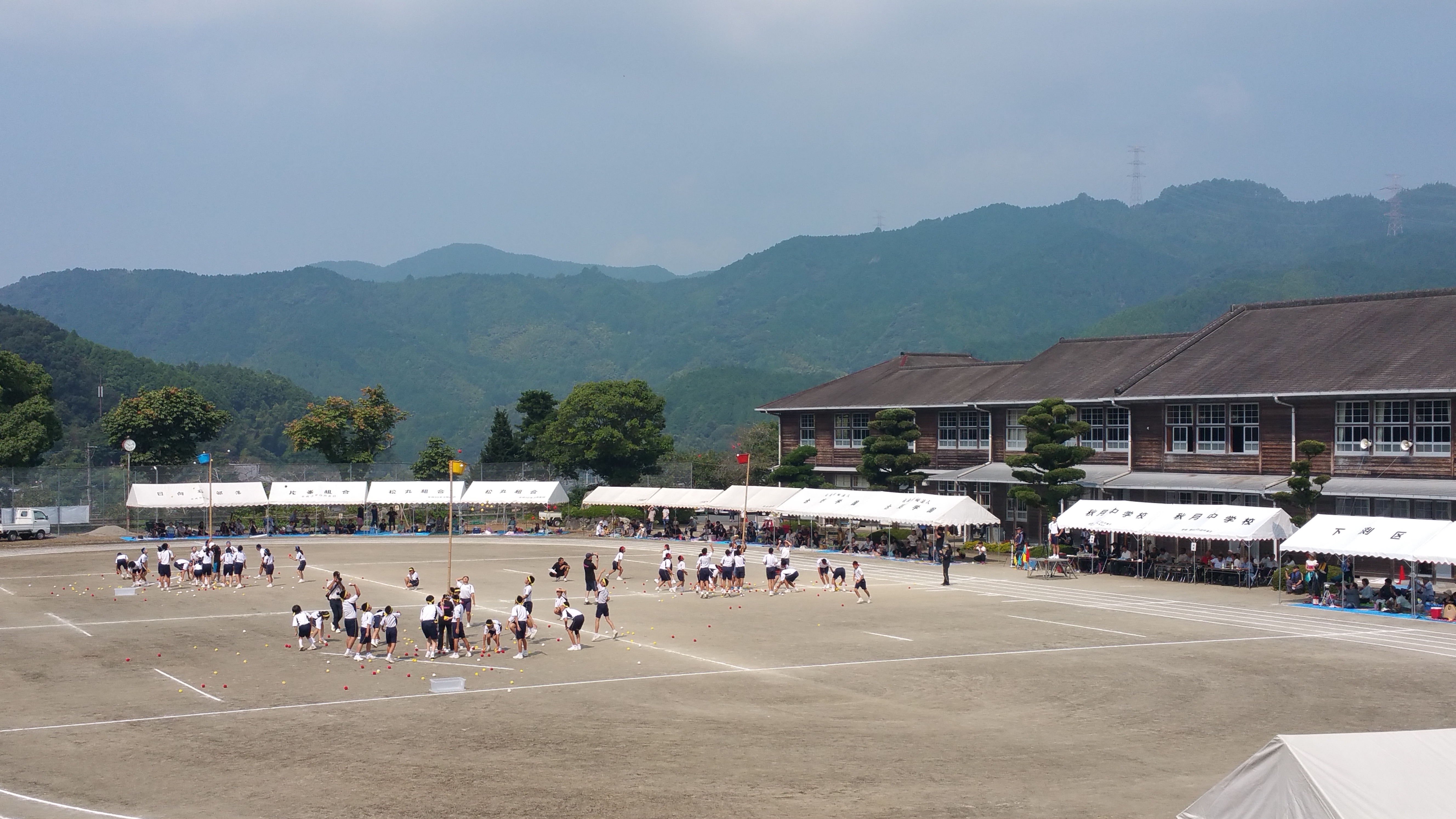
体育祭が行われている校庭（福岡県朝倉市秋月中学校）

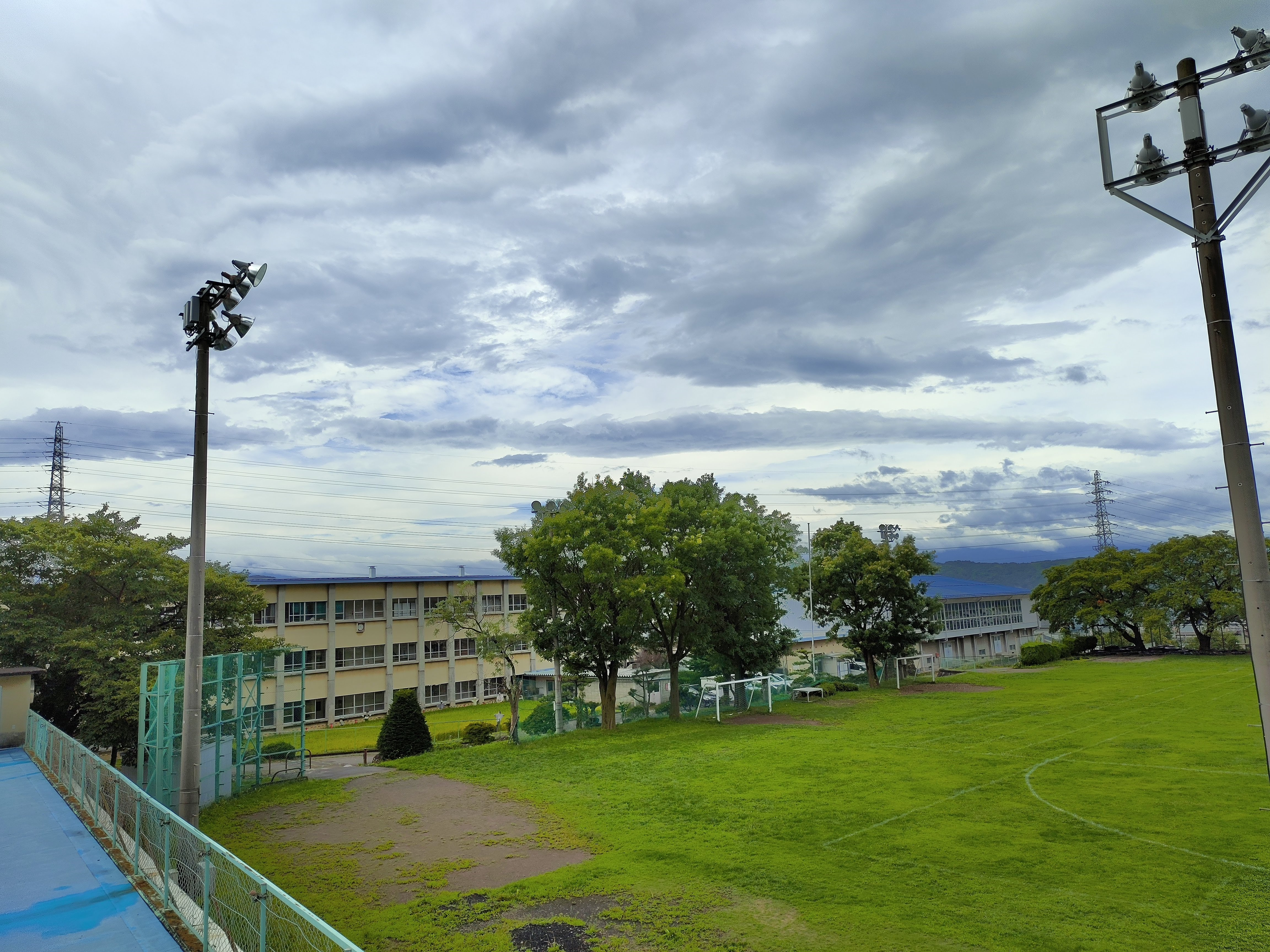
芝生化された校庭（長野県小諸市水明小学校）

校庭（こうてい）とは、広義では学校の運動場や庭の総称。狭義では、学校の屋外運動施設（屋外運動場など）のこと。

## 日本の校庭
第二次世界大戦後の日本における学校（小学校、中学校、高等学校など）では、校庭は一般的に屋外運動場として設置されている学校施設を指す。運動場および屋外運動場は、明治初期から第二次世界大戦中までの時代には体操場および屋外体操場と呼ばれていた。なお、幼稚園や保育所（保育園）の園庭（えんてい）と俗称される運動施設も学校の運動施設としての校庭とほぼ同じ機能を有する。
1905年（明治38年）に学校園の設置奨励が発出されて以降、学習指導要領や屋外環境整備指針などで校庭施設の内容に関する整備が進められてきた。例えば日本の典型的な小学校の校庭では、中央に運動場があり、周辺部に樹木、遊具、砂場などがあり、さらに付属の施設として屋外プール、学級農園、鑑賞池、鳥獣の飼育小屋などが設置されている。これらの校庭施設が各学校で標準的に整備されている国はほぼないといわれている。
ただ飼育小屋に関しては、衛生上、動物愛護上、労力負担上の問題で2020年代に入るとほとんどの公立小中学校で廃止されている。
運動場は屋外で行う体育や運動会のほか、朝会などの用にも供される。そのため、朝礼台を設置している学校も多い。また、昼休みには児童・生徒の遊び場として使用することもある。地面は砂もしくは土であることが多いが、都市部の学校にあってはウォークトップの塗装がなされ、その場合あらかじめ各種競技に必要なライン（線）が引かれていることもある。
1990年代以降は学校ビオトープ、エコスクール、運動場の芝生化など校庭も含めた環境緑化の動きがある。
東京都中央区立城東小学校は2022年の高層ビル「東京ミッドタウン八重洲」内への移転に際して、屋上に校庭を確保した。

### 安全対策
はだし教育の学校では運動場に出る時などに子供の裸足での運動を問題なくさせるため、石や危険物を拾う作業をして管理している。
ただ運動会のような行事時に目印ラインなどを固定するため打ち込まれた金属製フックや釘が撤去されないまま土や砂に埋もれ、児童が転倒時にケガをする事故が2023年4月に東京都杉並区立荻窪小学校で起き、他校でも危険物が埋もれたままになっていた例が発覚した。

### 地域との関わり
学校と地域の連帯を強調する声が高まる中で、校庭は、地域の運動会や防災訓練などにも利用され、休日には校庭開放を行う所も増えている。地区の防災拠点としての役割を担うことも少なくない。学校によっては、その一角に校区市民館、公民館が建てられている所もある。

## 欧米の校庭

### アメリカ合衆国
アメリカ合衆国の校庭は芝生が一般的である。校庭のグラウンドは小学校では遊びの広場 (play ground）、中学校以上では競技用芝生（sports turf) の場と捉えられている。
アメリカでは校庭の一部でオーガニック農法で作物を育てて収穫するエディブル・スクールヤードの取り組みも全土でみられる。エディブル・スクールヤードの取り組みは1995年にバークレーでレストランを経営するアリス・ウォーターズが通勤時に通りかかる中学校の校庭が荒れ果てているのを残念に思い、地元新聞に告げ、同校の校長がコンタクトを取ったことから始まった。そして地元の人びとの協力も得ながら、畑作業（種や苗の植え付け、雑草取り、コンポスト作りなど）とキッチンの作業（料理、食事、後片付けなど）を行う中学校の食育カリキュラムが作られた。

### 校庭改善運動
アメリカ、イギリス、北欧諸国などでは荒れた校庭を再生させるための校庭改善運動が行われており、校庭や園庭の再生が図られた事例もある。